# Black Light Burns
Black Light Burns — американская индастриал-рок-группа, основанная Уэсом Борландом в 2005 году.

## История группы
Уэс Борланд заявляет, что Black Light Burns — это кульминация многих проектов, над которыми он работал с тех пор, как он ушёл из Limp Bizkit в 2001-м. Дела начались с Big Dumb Face, сольный проект, над которым Борланд работал, пока он был в Limp Bizkit. Уэс не относился к проекту серьёзно и использовал его, чтоб попробовать, каково это и как сложно это было бы, делать что-то серьёзное самому, без помощи согруппников. После того, как он ушёл из группы, он стал работать над несколькими проектами. Первый проект должен был быть инструментальным альбомом. Одновременно, он начал проект Eat The Day. Уэс Борланд заявил, что из-за этого проекта он стал очень самоуверенным и посчитал, что после предыдущих успехов с Limp Bizkit, достичь такого же успеха с новой группой было бы легко. Но вскоре он узнал, что это не так. Eat The Day в итоге распались, по словам Борланда: «Я думаю, что у всех участников проекта были свои идеи по поводу направления проекта». После постоянного давления со стороны лейбла и неудачи в поиске нового вокалиста для группы, проект закончил своё существование.
Судя по составу, Black Light Burns является чем то вроде последователя кратковременного проекта The Damning Well, который состоял почти из тех же людей. Главным отличием является то, что Уэс Борланд теперь является вокалистом, после многочисленных провалов с поисками подходящего вокала в разных проектах.
После неудачи с несколькими проектами, Уэс вернулся в Limp Bizkit, отказавшись от роли гитариста на туре Nine Inch Nails. По словам Фреда Дёрста, Борланд согласился вернуться в группу на условии, что их лейбл Geffen также будет поддерживать его сольный проект Black Light Burns.
Проект был вторичным, и Уэс Борланд писал песни в свободное от Limp Bizkit время. Но вскоре всё стихло в Limp Bizkit, и Уэс заявил, что Black Light Burns теперь является его основным проектом, и всё остальное, что он делал, включая Limp Bizkit, было вторичным. В итоге появился спор на блоге MySpace между Борландом и Дёрстом, и Уэс Борланд ещё раз покинул Limp Bizkit, но по его словам, участники группы уже ушли своими путями, и он просто решил не возвращаться.
16 июня Борланд объявил, что группа и Geffen Records разошлись. В последующие месяцы было упомянуто о новым лейбле, группа заключает контракт с новым лейблом и надеется выпустить дебютный альбом в начале 2007.

## Cruel Melody (2007—2008)
Уэс Борланд заявил, что он единственный постоянный участник группы Black Light Burns, поскольку остальные участники студийной группы скорее всего не смогут участвовать в турах, к примеру постоянно занятый Джош Фриз.
В первоначальный состав для тура Black Light Burns входили Уэс Борланд (вокал, гитара), Маршалл Килпатрик (ударные), Ник Аннис (гитара), Шон Фетерман (бас). Первый тур Black Light Burns был назначен на начало осени 2006-го с группой From First to Last, в которой Уэс играет на басу время от времени. Но у Сони Мура появились проблемы с горлом и ему нужно было делать операцию. В итоге Уэсу пришлось остановить тур с From First to Last.
3 февраля 2007-го, Борланд объявил через официальный блог Black Light Burns на MySpace, что группа подписала контракт с лейблом I AM: WOLFPACK.
5 февраля 2007-го, Уэс Борланд объявил, что официальный выпуск альбома будет 5 июня 2007-го.
Песня "Lie" послужила первым синглом альбома, появившись на радио 20-го Марта. Вскоре был выпущен клип к песне.
В первую неделю выпуска, альбом Cruel Melody продал 6,000 копий в США.
Летом 2008 года был выпущен сборник Cover Your Heart and the Anvil Pants Odyssey состоящий полностью из каверов.

## The Moment You Realize You’re Going To Fall (2010—2012)
В 2010—2011 годах Уэс неоднократно сообщает о том, что новый альбом Black Light Burns записан, его остается только свести и собственно, выпустить. Он пишет, что у него есть около 20-ти песен, что более, чем достаточно для будущего релиза. Однако в связи с отсутствием контракта с лейблом и напряженной работой в его основной группе Limp Bizkit — никакие конкретные подробности по поводу выхода 2-го полноценного альбома его сайд-проекта не сообщаются. Настоящие новости и события приходятся на 2012 год.
20 января 2012 в прокат вышел фильм "Другой мир: Пробуждение", в саундтрек к которому вошла новая песня Black Light Burns — It Rapes All In Its Path. В то же время Уэс сообщает, что завершена работа над (но он ещё не смикшированый) новым альбомом Black Light Burns. Выпуск альбома предварительно запланирован на 2012 год.
4 февраля 2012 года Уэс сообщил название грядущего альбома: The Moment You Realize You’re Going To Fall, данное название (чуть ли не дословно) носила сольная композиция Борланда, появившаяся несколько лет назад. Альбом готов и ищет свой лейбл. Готовится к релизу в сентябре-октябре 2012 года.
22 февраля 2012 года подписан контракт с Rocket Science Ventures/THC.
В марте-апреле Уэс выкладывает на своем канале Twitvid отрывок новой песни. Предположительно — припев неизвестного трека с грядущего альбома. На сегодняшний день известно, что это демонстративная версия Torch From The Sky.
1 июня 2012 года грянули большие новости: обложка альбома The Moment You Realize You're Going To Fall, его трек-лист (15 песен обычного издания, бонус-треки все ещё не уточнены), новая песня — Scream Hallelujah и официальная дата выхода альбома — 14 августа 2012 года.
29 июня 2012 года — открывается официальный сайт группы, в честь чего становится доступной для бесплатного скачивания ещё одна композиция: Splayed.
14 июля 2012 года — выходит первое видео к альбому: The Moment You Realize You’re Going To Fall: Chapter 1. (всего запланировано три части)
21 июля 2012 года — на сайте amazon.com появились превью-версии всех песен с грядущего альбома.
31 июля 2012 года — первый официальный сингл с грядущего альбома — How To Look Naked.
8 августа 2012 года — альбом слит пиратами в интернет.
10 августа 2012 года — альбом официально поступает в продажу в Европе.
14 сентября 2012 года — выходит второе видео к альбому: How To Look Naked: Chapter 2
В поддержку альбома группа отправляется в тур по США.

## Lotus Island (2012—2013)
19 сентября 2012 года — на сайте группы появляются даты европейского тура, а через некоторое время даты концертов в России. Группа посетит с концертами Москву, Санкт — Петербург и Краснодар.
21 декабря 2012 года — на Facebook странице группы, Уэс Борланд сообщает что 21 января, за день до начала тура, будет выпущен новый альбом Lotus Island, это будет концептуальный альбом, который является альтернативным саундтреком к фильму Алехандро Ходоровски 1973 года "Священная гора" (любимый фильм Уэса). Также был опубликован треклист альбома. Как и было обещано, 21 января 2013 года альбом был выпущен.

## Завершение проекта
Недавно, в комментариях под одной фотографией в Instagram Уэса спросили, что будет дальше с проектом Black Light Burns. На что Уэс ответил: "Black Light Burns is over" - (рус. "С Black Light Burns покончено.")

## Дискография

### Студийные альбомы
| Год  | Детали | Высшая позиция в чарте | Высшая позиция в чарте | Высшая позиция в чарте | Высшая позиция в чарте | Сертификация               |
| Год  | Детали | US                     | US Heat.               | US Ind.                | CAN                    | Сертификация               |
| ---- | --- | ---------------------- | ---------------------- | ---------------------- | ---------------------- | -------------------------- |
| 2007 | Cruel Melody - Релиз: 5 июня 2007 - Лейбл: I AM: WOLFPACK - Форматы: CD, ЦД                                                       | 33                     | 2                      | 14                     | 20                     | - RIAA Золото - MC: Золото |
| 2012 | The Moment You Realize You're Going to Fall - Релиз: 13 августа 2012 - Лейблы: Rocket Science, THC:Music - Форматы: CD, ЦД, 2x LP | 31                     | 5                      | 17                     | 27                     |                            |
| 2013 | Lotus Island - Релиз: January 21, 2013 - Лейбл: I AM: WOLFPACK - Форматы: CD, ЦД                                                  | —                      | —                      | —                      | —                      |                            |

### Сборники
| Год  | Детали |
| ---- | --- |
| 2008 | Cover Your Heart and the Anvil Pants Odyssey - Релиз: 5 августа 2008 - Лейбл: I AM: WOLFPACK - Форматы: CD, ЦД, DVD |

### Синглы
| Год  | Песня               | Высшая позиция в чарте | Альбом                                      |
| Год  | Песня               | US Main.               | Альбом                                      |
| ---- | ------------------- | ---------------------- | ------------------------------------------- |
| 2007 | «Lie»               | 22                     | Cruel Melody                                |
| 2007 | «4 Walls»           | —                      | Cruel Melody                                |
| 2012 | «How to Look Naked» | —                      | The Moment You Realize You're Going to Fall |